# Arno Grießmann
Arno Grießmann (* 20. September 1876 in Schedewitz; † 14. Juni 1953 in Prien am Chiemsee) war ein deutscher Ingenieur.

## Leben
Arno Grießmann besuchte zunächst das Gymnasium in Zwickau, bevor er an der Technischen Hochschule Dresden studierte und zum Dr.-Ing. promovierte. 1903 begann er seine berufliche Laufbahn bei der Berliner Maschinenbau AG, wo er zunächst Konstrukteur war, dann Betriebsingenieur und später Leiter eines technischen Büros. Von 1908 bis 1913 arbeitete er bei den Maffei-Schwartzkopff-Werken in Wildau. 1913 wurde Grießmann Betriebsdirektor beim Fried. Krupp Grusonwerk. Im Ersten Weltkrieg wurde er als Kompanieführer an der Ostfront verwundet. Nach dem Krieg wurde er 1919 Vorstandsmitglied im Fried. Krupp Grusonwerk. Nach seinem Ausscheiden aus dem aktiven Berufsleben wurde er Aufsichtsratsmitglied der Fried. Krupp AG und des Grusonwerks.
Arno Grießmann war in zahlreichen Vereinen und Verbänden ehrenamtlich tätig, unter anderem im Reichsverband der Deutschen Industrie, im Verein deutscher Maschinenbau-Anstalten, im Deutschen Ausschuß für Technisches Schulwesen und im Verein Deutscher Ingenieure (VDI), in dessen Vorstand er von 1927 bis 1929 saß und dessen Magdeburger Bezirksverein er viele Jahre leitete.
Der Mediziner Heinz Grießmann war sein Sohn.

## Ehrungen
- 1930: Ehrendoktorwürde (Dr.-Ing. E. h.) der Bergakademie Clausthal
- 1932: Ehrensenator der Technischen Hochschule Braunschweig
- 1932: Otto-von-Guericke-Plakette des Verbandes der technisch-wissenschaftlichen Vereine zu Magdeburg